# Санта-Круш-даш-Флореш
Са́нта-Кру́ш-даш-Фло́реш (порт. Santa Cruz das Flores; МФА: [ˈsɐ̃.tɐ ˈkɾuʒ dɐʃ ˈfɫo.ɾɨʃ], Са́нта-Кру́ж-даш-Фло́риш) — муніципалітет і містечко в Португалії, в автономному регіоні Азорські острови. Розташований на острові Флореш в Атлантичному океані, на теренах історичної португальської провінції Азори. Належить до Ангрської діоцезії Католицької церкви в Португалії. Права міського самоврядування має з 1548 року. Поділяється на 4 парафії.  Площа муніципалітету — 72,11 км², населення муніципалітету — 2289 ос. (2011); густота населення —  35 осіб/км²
. Патрон — Діва Марія. Святковий день муніципалітету — 24 червня. Поштовий індекс — 9970.  Код місцевої адміністративної одиниці — 2019. Складова статистичного регіону Азори.

## Географія
Санта-Круш-даш-Флореш розташований на Азорських островах в Атлантичному океані, на півночі острова Флореш.

## Населення
| Кількість мешканців | Кількість мешканців | Кількість мешканців | Кількість мешканців | Кількість мешканців | Кількість мешканців | Кількість мешканців | Кількість мешканців | Кількість мешканців | Кількість мешканців | Кількість мешканців | Кількість мешканців | Кількість мешканців | Кількість мешканців | Кількість мешканців | Кількість мешканців |
| ------------------- | ------------------- | ------------------- | ------------------- | ------------------- | ------------------- | ------------------- | ------------------- | ------------------- | ------------------- | ------------------- | ------------------- | ------------------- | ------------------- | ------------------- | ------------------- |
| 1864                | 1878                | 1890                | 1900                | 1911                | 1920                | 1930                | 1940                | 1950                | 1960                | 1970                | 1981                | 1991                | 2001                | 2011                |                     |
| 4 643               | 4 328               | 3 838               | 3 629               | 3 229               | 3 202               | 3 484               | 3 667               | 3 809               | 3 207               | 3 030               | 2 456               | 2 628               | 2 493               | 2 289               |                     |